# Let maskingevær
Et let maskingevær, normalt forkortet til LMG, er en betegnelse for maskingeværer, der generelt er lettere end andre, samtidige, maskingeværer. De er normalt designet til at blive båret af en enkelt soldat, men nogle gange er der også behov for en LMG-hjælper. Moderne lette maskingeværer er ofte kalibreret til at bruge mindre kalibre som fx 5.56 x 45 mm NATO, og er dermed lettere end maskingeværer i klassiske kalibre som 7.62 x 51 mm NATO eller .30-06 Springfield.
Hvad der betegnes som et let maskingevær, er helt afhængig af tidspunktet for dets ibrugtagen. LMG M/62, som bruges i det danske forsvar, fik fx betegnelsen som let maskingevær, da det blev indført i 1962. I dag er et let maskingevær et våben som fx M249 SAW på grund af udviklingen i retning af mindre kalibre til militære våben.
Den normale brug af et let maskingevær er som støttevåben, fordi det kan afgive en stor mængde skud på kort tid i forhold til automatrifler, som er den normale standardbevæbning for infanterister, men dette koster i form af større vægt og stort ammunitionsforbrug.
Tidlige lette maskingeværer som fx Browning Automatic Rifle brugte ofte magasiner. Moderne lette maskingeværer bruger normalt bæltefødning, da de er designet til at afskyde flere skud i en mindre kaliber. Bæltefødning gør dem i stand til at skyde i længere tid uden at blive afbrudt af magasinskifte. Maskingeværet M249 SAW fremstillet af belgiske Fabrique Nationale bruger fx kassemagasiner med 200-skuds-bælter.

## Udvalgte eksempler
Disse våben var enten deciderede lette maskingeværer, havde en let maskingevær-variant eller blev brugt i rollen som lette maskingeværer.

### 1900'erne–1920'erne
- Madsen maskingevær (flere kalibre).
- M1909 Benet-Mercie (.30-06 Springfield).
- Hotchkiss Mk I (.303 Britisk).
- Lewis maskingevær (.303 Britisk).
- Fusil-Mitrailleur Mle 1915 'CSRG', 'Chauchat'-maskingevær (8 x 50 mm R Lebel).

### 1920erne–1950'erne
- Type 11 let maskingevær.
- Browning Automatic Rifle (.30-06 Springfield).
- FM-24/29 (7.5 x 54 Fransk).
- Browning wz.1928 (7.92 x 57 mm ('8 mm Mauser').
- Solothurn MG30 (7.92 x 57 mm).
- Maschinengewehr 34 (7.92 x 57 mm).
- Maschinengewehr 42 (7.92 x 57 mm).
- ZB vz.26 (7.92 x 57 mm).
- Bren Gun (.303 Britisk).
- Degtyarev (7.62 x 54 mm R).
- RPD (7.62 x 39 mm).

### 1950'erne–1970'erne
- Kucher Model K1.
- Stoner 63 (5.56 x 45 mm NATO).
- RPK (7.62 x 39 mm).
- Colt CMG-1 (5.56 x 45 mm).
- Colt CMG-2 (5.56 x 45 mm).
- M60 (7.62 x 51 mm NATO).
- Rheinmetall MG3 (7.62 x 51 mm NATO).

### 1970'erne –
- M249 SAW (5.56 x 45 mm NATO).
- L86A1 LSW (5.56 x 45 mm).
- RPK-74 (5.45 x 39 mm).
- IMI Negev (5.56 x 45 mm).
- Steyr AUG HBAR (5.56 x 45 mm).
- Colt Automatic Rifle (5.56 x 45 mm).
- Heckler & Koch MG36 (5.56 x 45 mm NATO).
- Heckler & Koch MG4 (5.56 x 45 mm NATO).
- Heckler & Koch XM8 i "Automatic Rifle/Light Machine Gun" konfiguration (5.56 x 45 mm NATO).
- Type 81 (7.62 x 39 mm).
- Ultimax 100 (5.56 x 45 mm NATO).
- M240 (7.62 x 51 mm NATO).
- Valmet M78 (7.62 x 39 mm).
- Diemaco LSW (5.56 x 45 mm NATO).